# 烏克蘭觀光
| 國家     | 人數  |
| -------- | ----- |
| 摩爾多瓦 | 430萬 |
| 白俄羅斯 | 180萬 |
| 俄羅斯   | 150萬 |
| 匈牙利   | 130萬 |
| 波蘭     | 120萬 |
| 羅馬尼亞 | 80萬  |
| 斯洛伐克 | 40萬  |
| 以色列   | 20萬  |
| 土耳其   | 20萬  |
| 德國     | 20萬  |

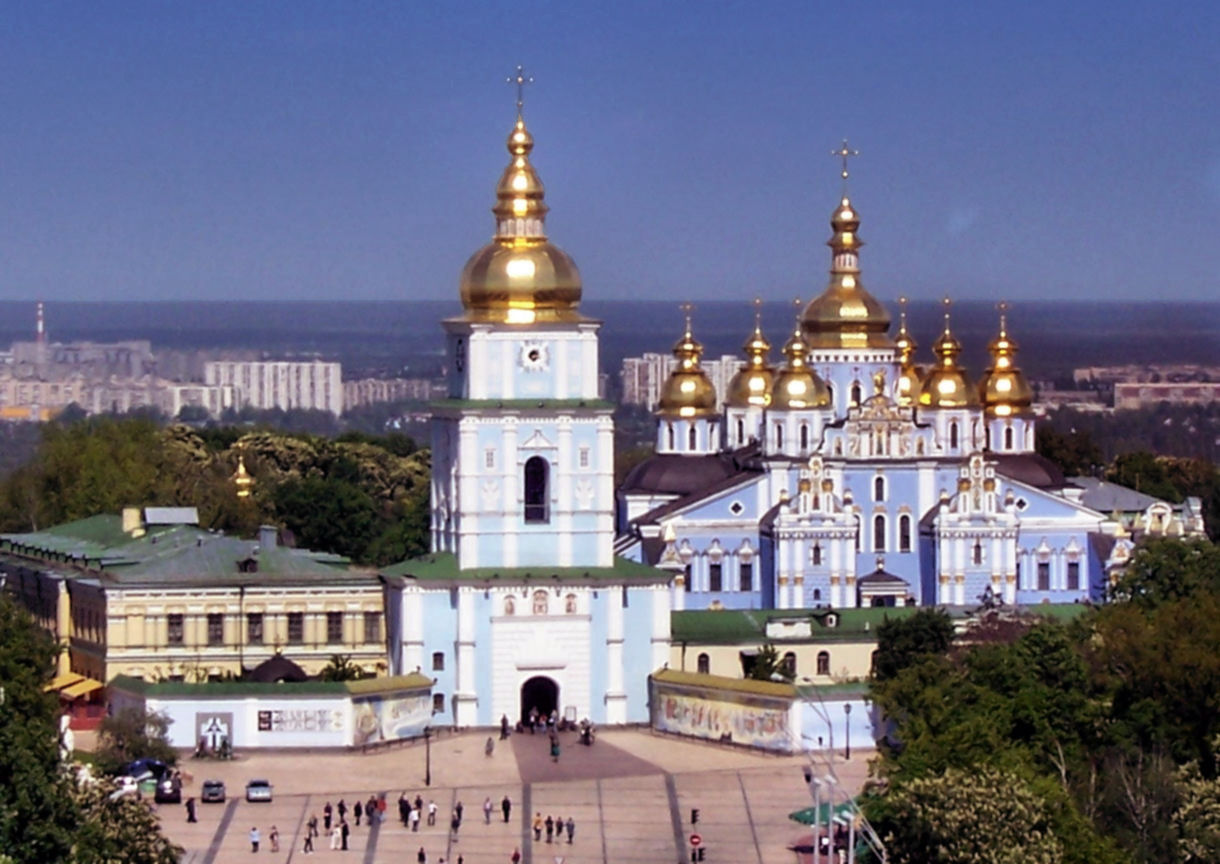
基輔聖米迦勒金頂修道院

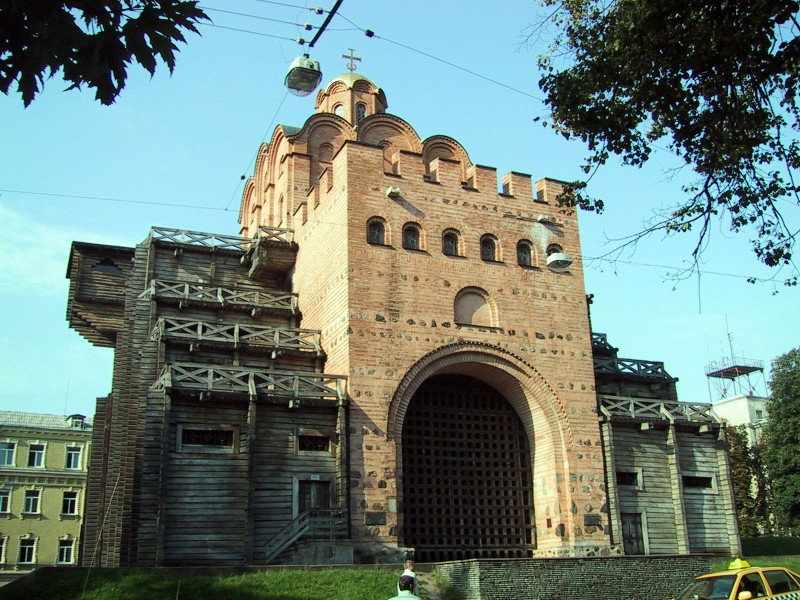
金门

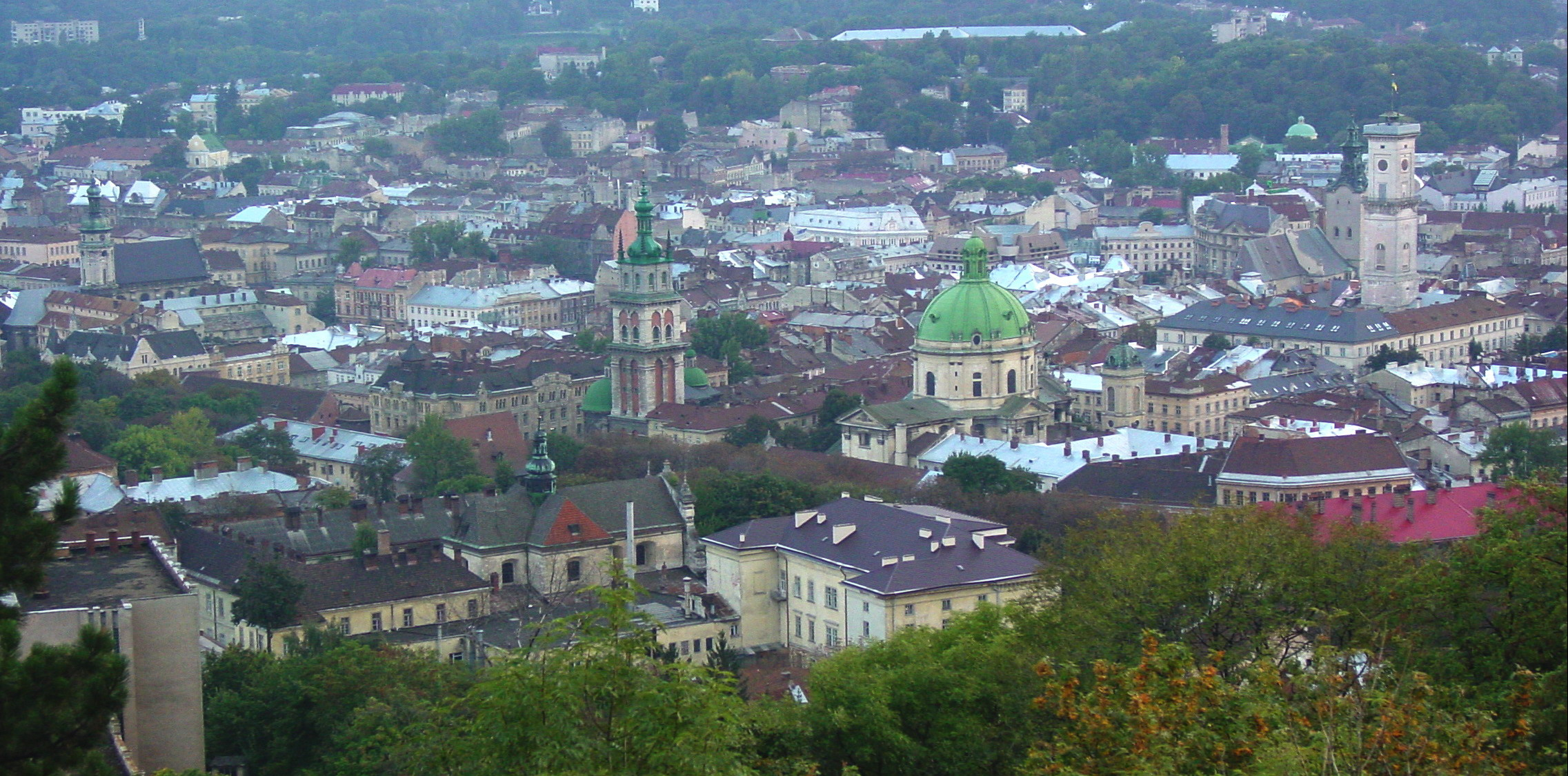
利沃夫舊城

烏克蘭在過去每年吸引超過2,000萬外國遊客（2012年達2,300萬）。但在2014年，這一人數急劇減少至約1,000萬。烏克蘭的外國遊客主要來自東歐，但也有不少來自西歐、土耳其、以色列。烏克蘭的觀光產業雖然仍不發達，但已經是烏克蘭經濟的重要部分。自2005年開始，歐盟、美國、加拿大、日本、南韓公民可不需簽證即可在烏克蘭觀光。